# Весёлое (Александрийский район)
Весёлое (укр. Веселе) — посёлок в Приютовской поселковой общине Александрийского района Кировоградской области Украины.
Население по переписи 2001 года составляло 478 человек. Почтовый индекс — 28022. Телефонный код — 5235. Код КОАТУУ — 3520383703.